# 鈴村一郎
鈴村 一郎（すずむら いちろう、1916年12月25日 - 1976年12月22日）は、昭和期に活動した日本の歌手。

## 経歴
鹿児島県出身。
1946年（昭和21年）にキングレコードより「ジープは走る」でデビューし、ヒットとなる。他のヒット曲には「サンキューお嬢さん」や「銀ブラソング」などがある。
1949年（昭和24年）にテイチクへ移籍。
1954年（昭和29年）にマーキュリーへ移り、芸名を八志摩 亀生に変えて「ルンバおてもやん」という曲で再デビュー。1956年（昭和31年）に芸名を元の鈴村一郎に戻す。

## 代表曲
- ジープは走る（1946年3月、作詞：吉川静夫、作曲：上原げんと）
- 青いネクタイ（1946年11月、作詞：吉川静夫、作曲：上原げんと）
- サンキューお嬢さん（1947年1月、作詞：吉川静夫、作曲：上原げんと）
- 夢見るダルマ（1947年5月、作詞：上山雅輔、作曲：大村能章）
- 銀ブラソング（1947年6月、作詞：吉川静夫、作曲：上原げんと）
- 流転街道（1950年3月、作詞：牧喜代司、作曲：長津義司）
- 西海岸の灯り（1951年3月、作詞：石毛長二郎、作曲：石下長二郎）
- やられたネ（1953年8月、作詞：島田磬也、作曲：上原賢六）
- ルンバおてもやん（1954年10月、作詞：松村又一、作曲：大森盛太郎）
- お宮さん（1954年10月、作詞：松村又一、作曲：豊田一雄、編曲：飯田景応、共演：野村雪子）
- 魚河岸の兄ちゃん（1954年11月、作詞：松村又一、作曲：島田逸平）
- 銀座の休日（1954年12月、作詞：池田誠、作曲：伊藤冨士雄、編曲：杉原泰蔵）
- 大相撲ジャズ場所（1955年1月、作詞：塚田茂、作曲：村山芳男）
- 御勘弁（1956年5月、作詞：唐崎まさはる、作曲：伊藤富士雄、編曲：島田逸平）
- ひょっとこ踊り（1956年6月、作詞：松村又一、作曲：飯田景応、共演：青葉笙子）